# Enicospilus kondarensis
Enicospilus kondarensis är en stekelart som beskrevs av Viktorov 1964. Enicospilus kondarensis ingår i släktet Enicospilus och familjen brokparasitsteklar. Inga underarter finns listade i Catalogue of Life.